# Gymnastiek op de Olympische Zomerspelen 2016 – Vloer vrouwen
De vloer voor de vrouwen op de Olympische Zomerspelen 2016 in Rio de Janeiro vond plaats op 6 augustus (kwalificatie) en op 16 augustus (finale). De Amerikaanse Simone Biles won het onderdeel voor de Amerikaanse Alexandra Raisman die het zilver pakte en de Britse Amy Tinkler die het brons won.

## Format
Alle deelnemende turnsters moesten een kwalificatie-oefening turnen. De beste acht deelnemers gingen door naar de finale. Echter mochten er maximaal twee deelnemers per land in de finale komen. De scores van de kwalificatie werden bij de finale gewist, en alleen de scores die in de finale gehaald werden, telden.

## Uitslag

### Finale
- D-score; de moeilijkheidsgraad van de oefening
- E-score; de uitvoeringsscore van de oefening
- Straf; straffen die zijn gegeven door de jury
- Totaal; D-score + E-score - straf geeft de totaalscore

| Rang   | Naam               | Land | D-score | E-score | Straf  | Totaal |
| ------ | ------------------ | ---- | ------- | ------- | ------ | ------ |
| Goud   | Simone Biles       | USA  | 6.900   | 9.066   |        | 15.966 |
| Zilver | Alexandra Raisman  | USA  | 6.600   | 8.900   |        | 15.500 |
| Brons  | Amy Tinkler        | GBR  | 6.400   | 8.533   |        | 14.933 |
| 4      | Venessa Ferrari    | ITA  | 6.300   | 8.466   |        | 14.766 |
| 5      | Yan Wang           | CHN  | 6.300   | 8.366   |        | 14.666 |
| 6      | Erika Fasana       | ITA  | 6.100   | 8.433   |        | 14.533 |
| 7      | Mai Murakami       | JPN  | 6.300   | 8.233   |        | 14.533 |
| 8      | Guilia Steingruber | SUI  | 5.400   | 6.700   | -0.300 | 11.800 |

1952: Ágnes Keleti ·
1956: Ágnes Keleti, Larissa Latynina ·
1960: Larissa Latynina ·
1964: Larissa Latynina ·
1968: Věra Čáslavská, Larisa Petrik ·
1972: Olga Korboet ·
1976: Nelli Kim ·
1980: Nadia Comăneci, Nelli Kim ·
1984: Ecaterina Szabo ·
1988: Daniela Silivaș ·
1992: Lavinia Miloşovici ·
1996: Lilija Podkopajeva ·
2000: Jelena Zamolodtsjikova ·
2004: Cătălina Ponor ·
2008: Sandra Izbașa · 
2012: Aly Raisman · 
2016: Simone Biles · 
2020: Jade Carey · 
2024: Rebeca Andrade